# Meiacanthus nigrolineatus
Meiacanthus nigrolineatus is een straalvinnige vissensoort uit de familie van naakte slijmvissen (Blenniidae). De wetenschappelijke naam van de soort is voor het eerst geldig gepubliceerd in 1969 door William F. Smith-Vaniz. De standaardlengte (vanaf de kop tot aan het begin van de staartvin) van het vrouwelijke holotype is 37,1 mm. Het werd verzameld in het noorden van de Rode Zee.
De vis heeft een zwarte rugvin, een blauwe kop en een geelachtig achterlijf. Hij wordt soms als aquariumvis gehouden. Het is wel een giftige soort, die zijn gif afgeeft door een beet, in tegenstelling tot de meeste andere giftige vissen die hun gif afgeven door stekels. M. nigrolineatus heeft een gifklier in de onderste kaak. De samenstelling en eigenschappen van het gif zijn nog niet bekend; de beet zou pijnlijk zijn voor mensen.